# Розанівка
Ро́занівка — село в Україні, у Новобузькій міській громаді Баштанського району Миколаївської області. Населення становить 381 особу.
Розташоване за 17 км на північний захід від центру громади —  міста Новий Буг і за 21 км від залізничної станції Новий Буг.

## Історія
Біля села Варварівки виявлені три мезолітичні стоянки (8 тис. років д. е.) і поселення епохи бронзи (II тисячоліття до н. е.), а біля села Розанівка розкопані кургани з похованнями епохи бронзи (кінець III — початку I тисячоліття до н. е.).
Розанівка заснована в 1802 р. переселенцями з Курської губернії.
З 1941 року 150 односельців брали участь у Другій світовій війні, 87 з них не повернулися з полів битв, 79 — удостоєні урядових нагород. На згадку про воїнів-земляків, полеглих у боях за свободу і незалежність Батьківщини, в 1971 р. споруджений меморіальний комплекс.

## Економіка
У селі обробляється 4275 га сільськогосподарських угідь, з них 3381 га орних земель, в тому числі 140 га зрошуваних. 844 га займають пасовища, 31 га — сади, 40 га — зарибнені ставки. Основний напрям господарства — рільництво і м'ясомолочне тваринництво.

## Освіта і культура
У селі є дев'ятирічна школа (9 учителів і 170 учнів), будинок культури із залом на 300 місць, бібліотека з фондом 4,8 тис. книг. До послуг жителів Розанівки — фельдшерсько-акушерський пункт, дитсад на 30 місць, магазин, їдальня, комплексний приймальний пункт райпобутоб'єднання, відділення Укрпошти, Ощадбанку України, АТС.